# Shunyi (pekingi kerület)
A Shunyi körzet (egyszerűsített kínai: 顺义 区; hagyományos kínai: 順義 區; pinyin: Shùnyì Qū) Peking közigazgatási körzete, a város városi magjától északkeletre található. 2014-es adatok szerint a kerület lakossága 983 000 körül van, ebből körülbelül 601 000 rendelkezik helyi tartózkodási engedéllyel. A pekingi fővárosi nemzetközi repülőtér a kerület földrajzi határain helyezkedik el, bár technikailag a Chaoyang körzet joghatósága alá tartozik.
Shunyi Pinggu pekingi körzettel keleten, Tongcsóval délen, Csaojanggal délnyugaton, Csangpinggel nyugaton, Huairou északon és Miyun északkeleten, valamint Hebei tartomány délkeleten határos.

## Képgaléria

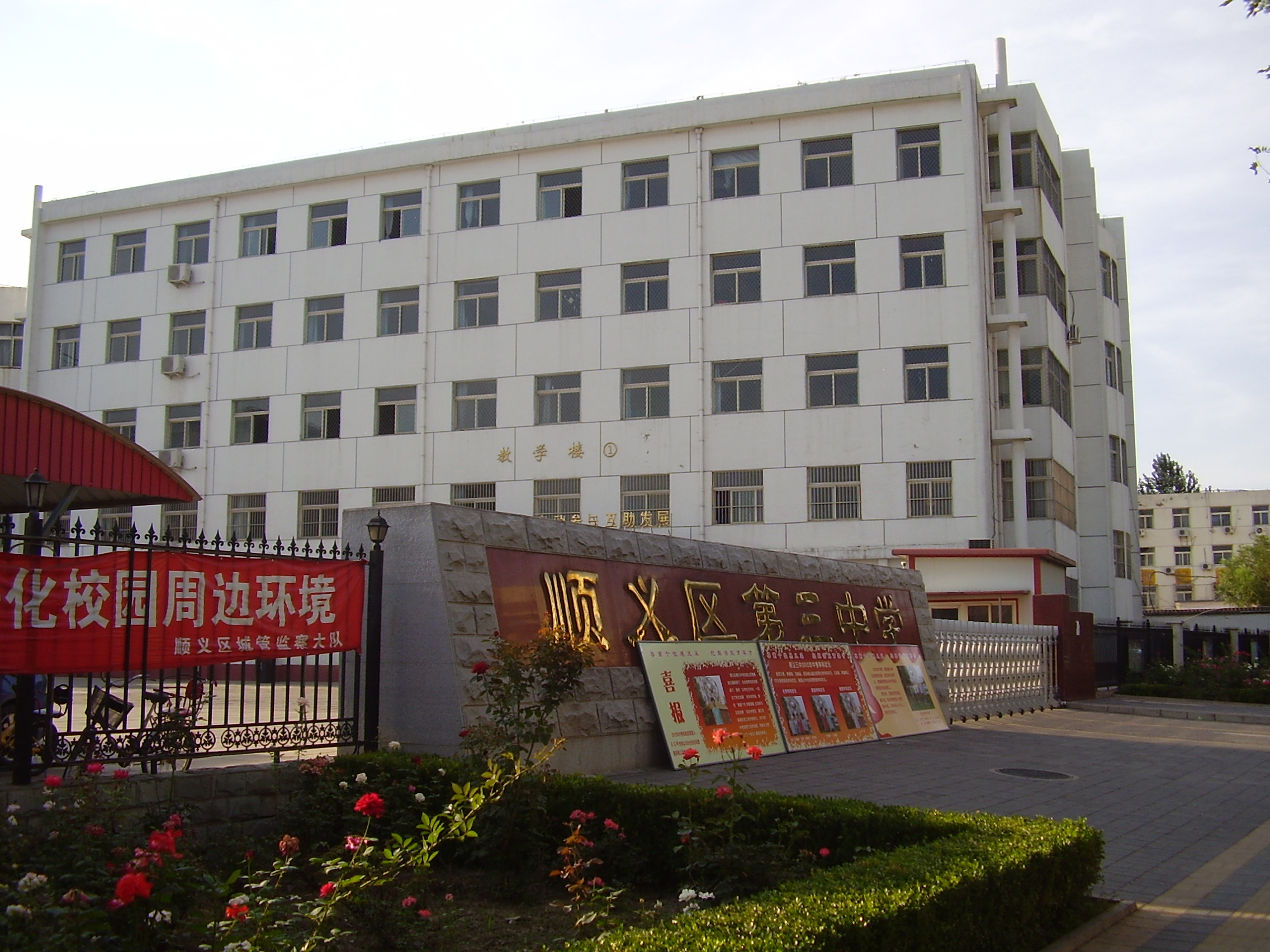
Shunyi körzeti iskola
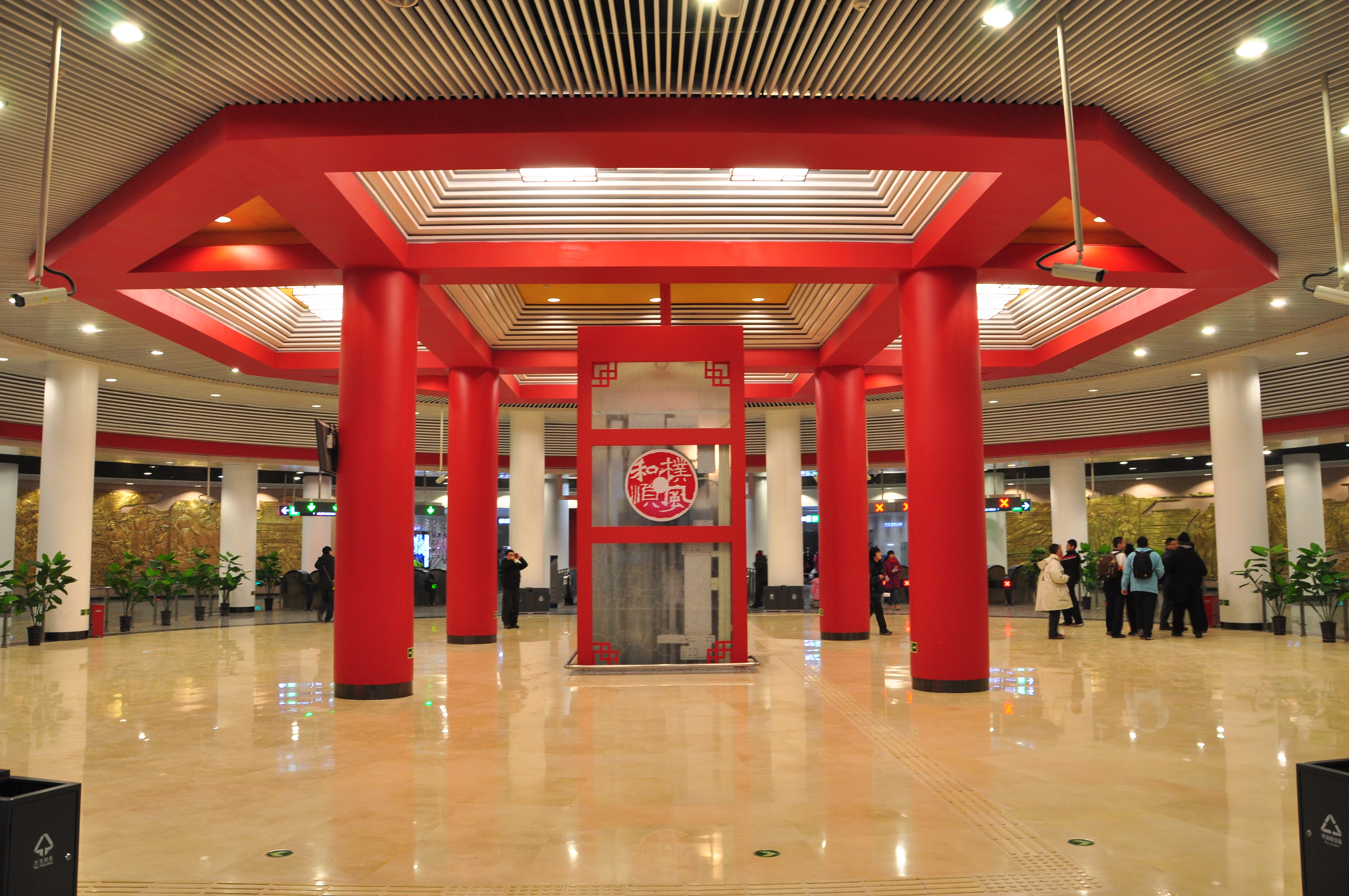
Shunyi állomás
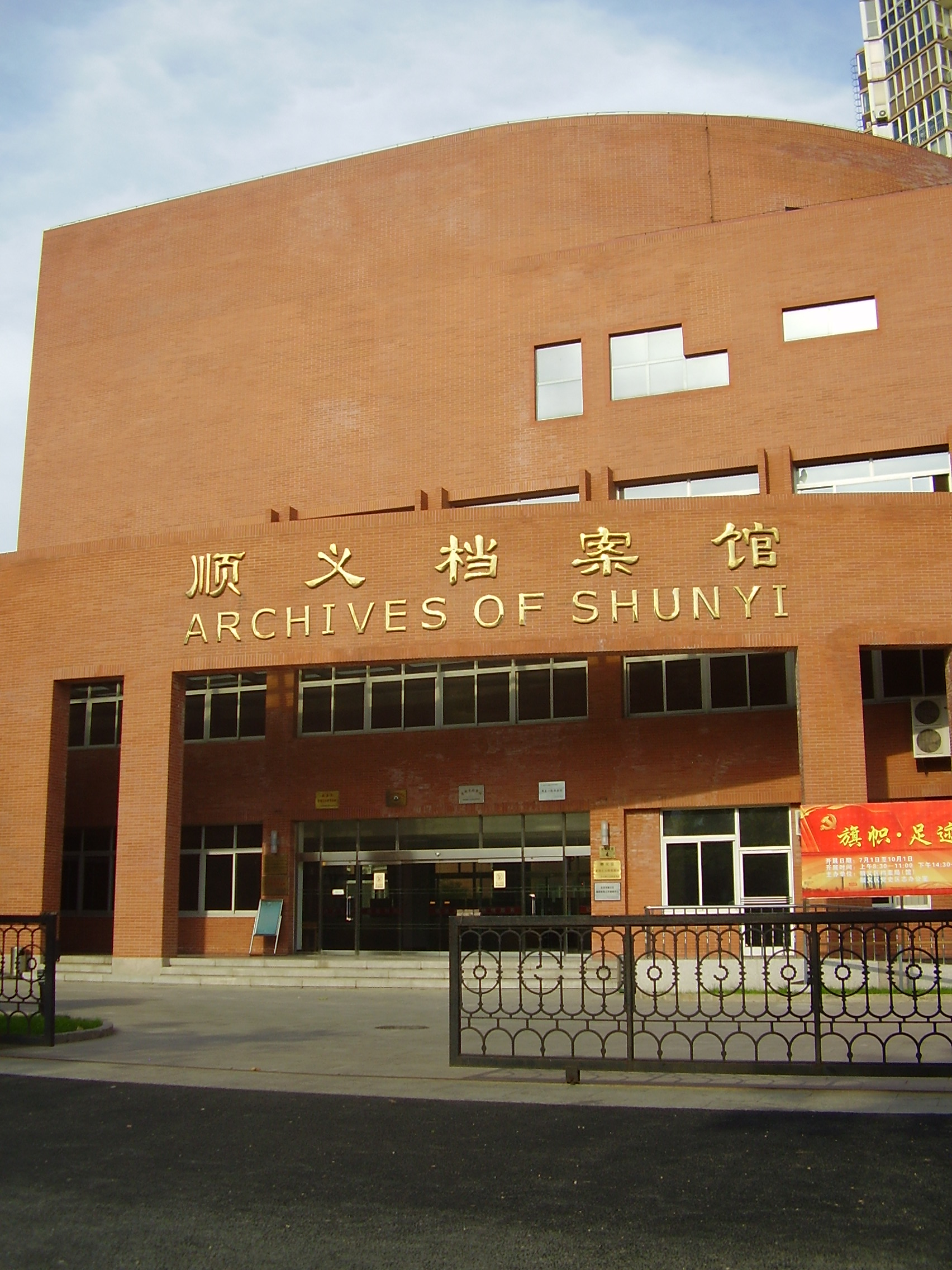
Shunyi építészet
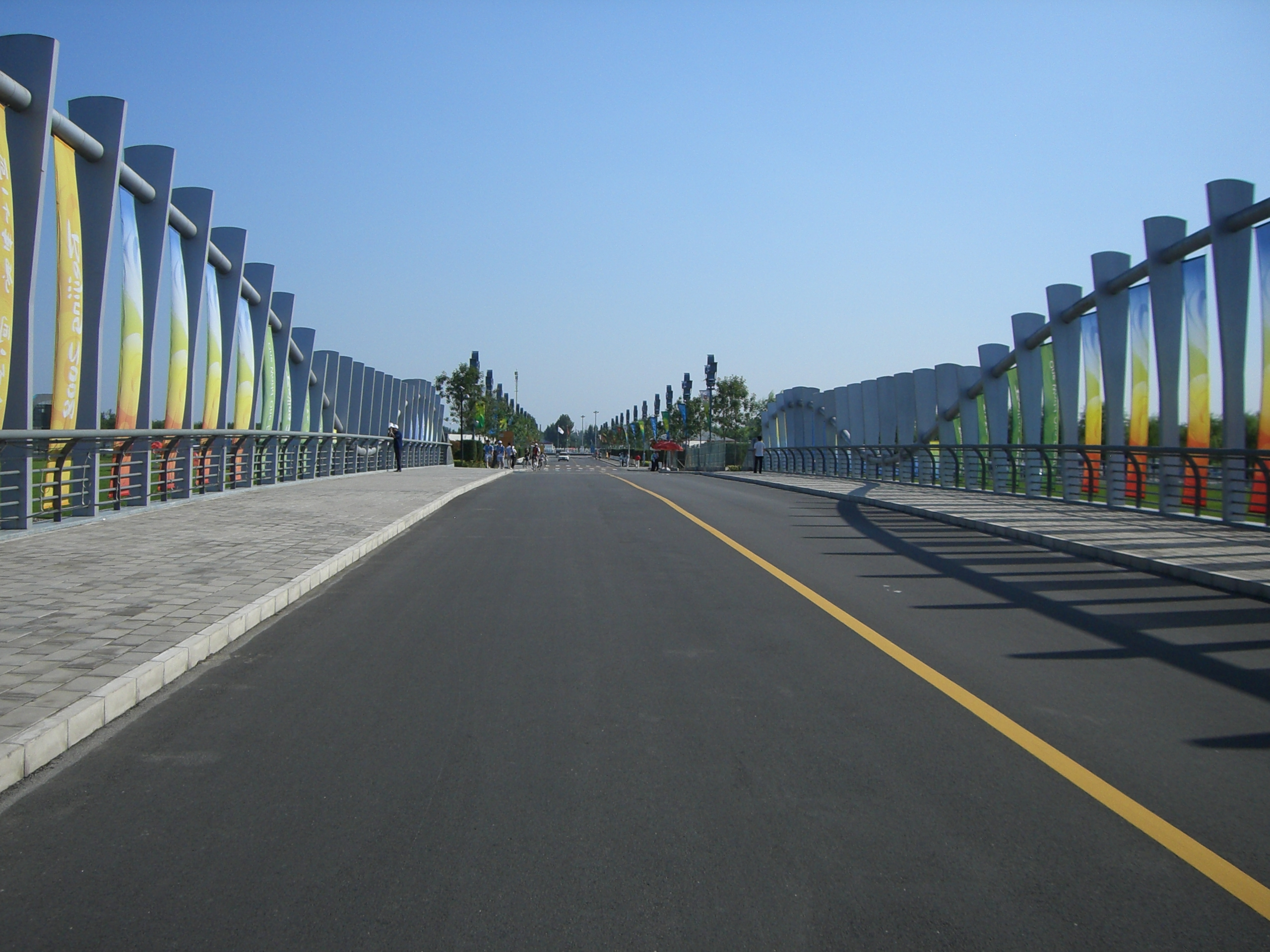
Híd a Shunyi Olimpiai Park felett
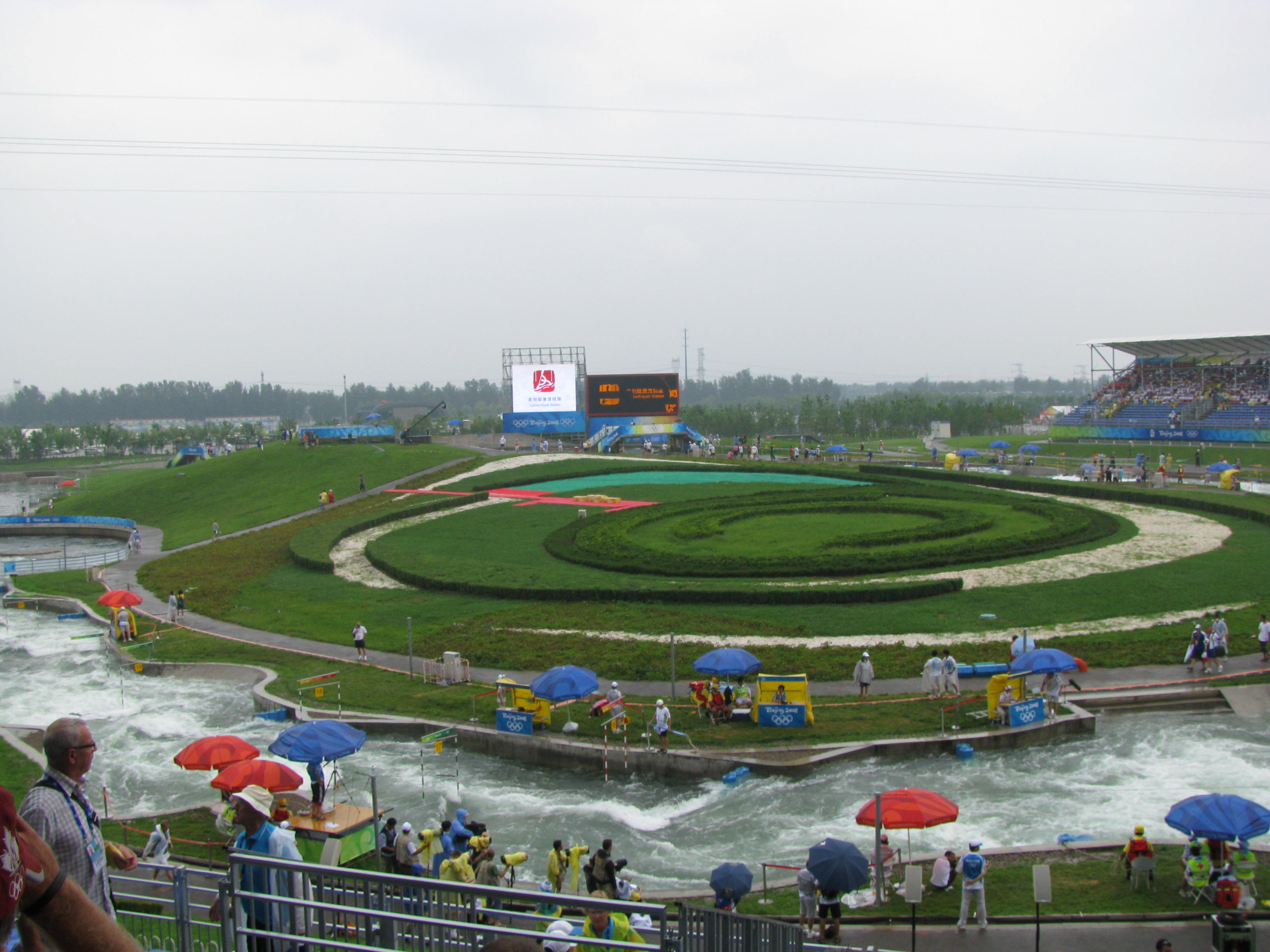
Shunyi szlalom pálya
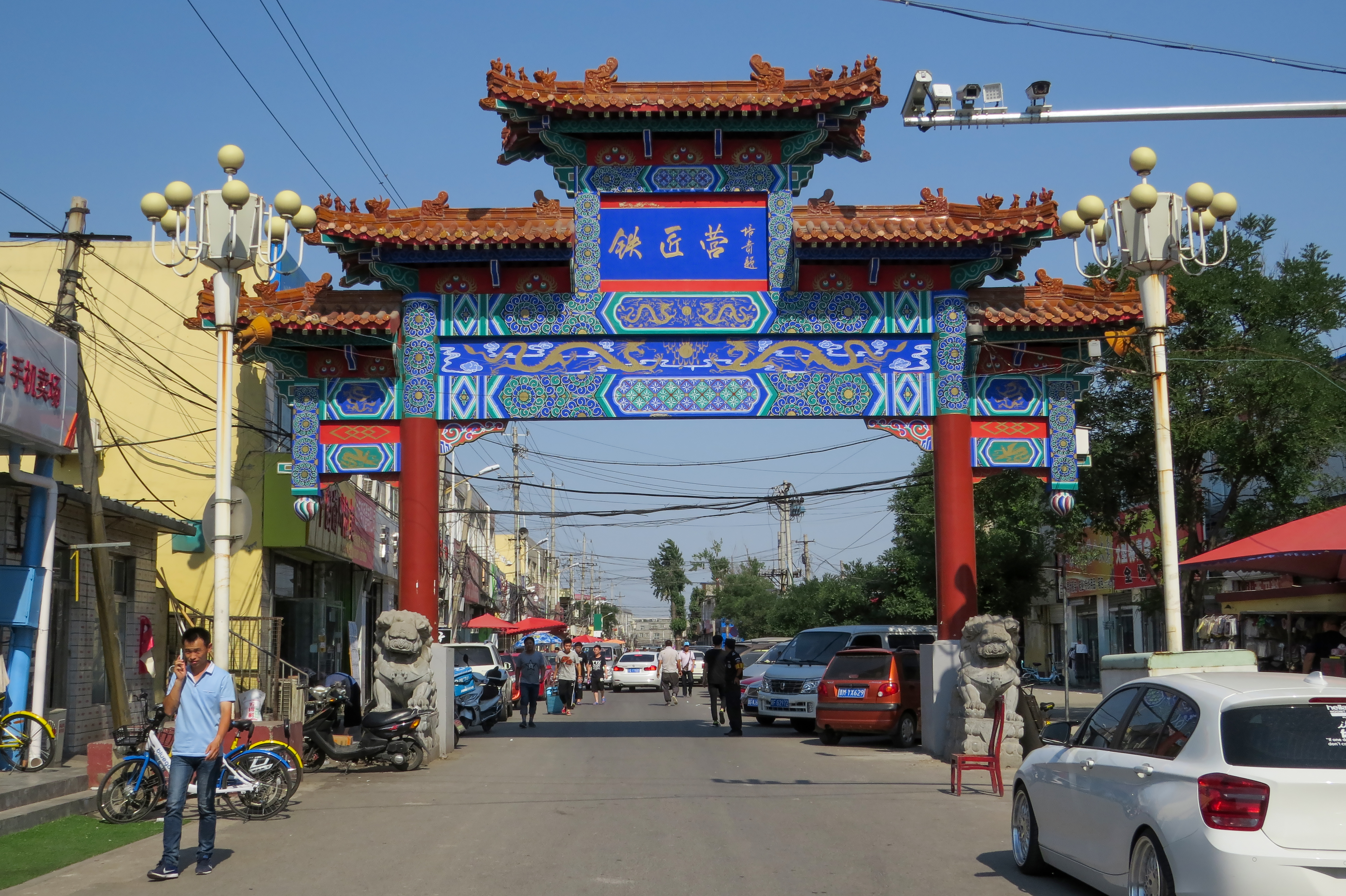
Tiejiangying kapuja